# Alberto García
Alberto García Fernández (Madrid, 22 februari 1971) is een Spaanse langeafstandsloper, die is gespecialiseerd in de 3000 m en de 5000 m. Hij had van 2003 tot 2010 de Europees indoorrecords in handen op de 3000 en 5000 m. Ook is hij Spaans recordhouder op de 5000 m (outdoor). Hij nam tweemaal deel aan de Olympische Spelen, maar won hierbij geen medailles.

## Biografie
In 1999 won García bij zijn debuut op de 10.000 m de European Challenge. Op de Olympische Spelen van 2000 in Sydney nam hij deel aan de 5000 m, maar sneuvelde hij in de kwalificatieronde met 13.39,56. Op de wereldkampioenschappen indooratletiek 2001 in Lissabon won hij op de 3000 m een bronzen medaille in 7.39,96 en finishte achter de Marokkaan Hicham El Guerrouj (goud; 7.37,74) en de Belg Mohammed Mourhit (brons; 7.37,74). Op het WK veldlopen behaalde hij op de lange afstand met het Spaanse team net als het jaar ervoor een vierde plaats. Op de wereldkampioenschappen atletiek 2001 in Edmonton behaalde hij als beste Europeaan op de 5000 m een vierde plaats in 13.05,60.
De grootste prestaties van zijn atletiekcarrière leverde Alberto García in 2002. Hij won toen goud op de 3000 m bij de Europese indoorkampioenschappen in Wenen en op de 5000 m bij de Europese kampioenschappen in München. Ook schreef hij dat jaar de Wereldbeker 5000 m en de Europacup bij het veldlopen op zijn naam.
Begin 2003 verbeterde García het Europese indoorrecord op de 3000 m (7.32,98) en de 5000 m (13.11,39). Het oude record op de 5000 m was sinds 1976 in handen van Miel Puttemans. Op het EK indoor in Birmingham werd hij tweede achter de Ethiopiër Haile Gebrselassie met 7.42,08 om 7.40,97. Zijn overwinningstocht werd echter tot een halt geroepen, toen hij op het EK veldlopen in Lausanne positief testte op het verboden middel erytropoëtine (epo). Hiervoor werd hij voor twee jaar geschorst (9 juni 2003 tot 8 juni 2005) en miste zodoende de Olympische Spelen van 2004 in Athene.
Na zijn schorsing won Alberto García op het EK veldlopen 2005 in Tilburg een zilveren medaille achter de Oekraïner Serhij Lebid. Bij de landenwedstrijd won hij eveneens zilver achter Frankrijk. Op de Olympische Spelen van 2008 in Peking sneuvelde hij in de kwalificatieronde van de 5000 m met een tijd van 13.58,20.

## Titels
- Europees kampioen 5000 m - 2002
- Europees indoorkampioen 3000 m - 2002
- Spaans kampioen 5000 m - 2001, 2003

## Clubs
- 1989/95 - Larios A.A.M.
- 1995/99 - Club deportivo Tajamar
- 1999/01 - Airtel A.A.M.
- 2001/.. - C.A. Adidas

## Persoonlijke records
Outdoor
| Onderdeel   | Prestatie               | Datum            | Plaats    |
| ----------- | ----------------------- | ---------------- | --------- |
| 1500 m      | 3.35,69                 | 7 juli 2001      | Madrid    |
| 1 Eng. mijl | 3.58,81                 | 19 juli 1998     | Gateshead |
| 2000 m      | 4.56,08                 | 3 september 1997 | Rieti     |
| 3000 m      | 7.36,53                 | 24 augustus 2001 | Brussel   |
| 5000 m      | 13.02,54 (ex-nat. rec.) | 29 juni 2001     | Rome      |
| 10.000 m    | 27.46,12                | 10 april 1999    | Barakaldo |

Indoor
| Onderdeel | Prestatie        | Datum            | Plaats  |
| --------- | ---------------- | ---------------- | ------- |
| 1500 m    | 3.38,16          | 8 februari 1998  | Gent    |
| 3000 m    | 7.32,98 (ex-AR)  | 22 februari 2003 | Sevilla |
| 5000 m    | 13.11,39 (ex-AR) | 9 februari 2003  | Gent    |

## Palmares

### 3000 m
- 1996: 6e EK indoor - 7.54,57
- 1998:  EK indoor - 7.55,24
- 2001:  WK indoor - 7.39,96
- 2002:  EK indoor - 7.43,89
- 2003:  WK indoor - 7.42,08

### 5000 m
- 1997:  Middellandse Zeespelen - 13.25,29
- 1998:  Europacup - 13.37,45
- 1999:  Europacup B in Athene - 13.40,90
- 2000:  Europacup B in Oslo - 13.36,17
- 2001:  Europacup - 13.50,96
- 2001: 4e WK - 13.05,60
- 2002:  EK - 13.38,18
- 2002:  Wereldbeker - 13.30,04
- 2008: 9e in serie OS - 13.58,20

### 10.000 m
- 1999:  Europacup - 27.46,12
- 2000:  Europacup - 28.01,11

### veldlopen
- 1998: 19e WK (korte afstand) - 11.21
- 1999: 48e WK (korte afstand) - 13.26
- 2000: 29e WK (lange afstand) - 36.51
- 2001: 16e WK (lange afstand) - 40.57
- 2002: 17e WK (korte afstand) - 12.41
- 2002:  Europacup - 31.30
- 2003:  Europacup - 26.20
- 2005:  EK - 27.21,  landenklassement
- 2007: 12e EK - 32.16,  landenklassement